# Kröslin
Kröslin település Németországban, Mecklenburg-Elő-Pomeránia tartományban. Lakosainak száma 1712 fő (2023. december 31.).

## Népesség
A település népességének változása:
| Lakosok száma | 1804 | 1787 | 1758 | 1743 | 1712 |
|               | 2017 | 2019 | 2021 | 2022 | 2023 |